# Мануйлов, Марк Эммануилович
Марк Эммануи́лович Ману́йлов (20 марта 1927, Одесса — 25 ноября 2020) — советский музыковед.

## Биография
В годы Великой Отечественной войны — в эвакуации в Алма-Ате, где поступил в музыкальное училище. Окончил Киевскую консерваторию по классу виолончели в 1949 году. В 1949—1952 годах играл в симфоническом оркестре Донецкой филармонии, концертмейстер группы виолончелей, лектор-музыковед. 
С 1952 года жил в Кишинёве, где окончил Институт искусств имени Г. Музическу по специальности «Музыковедение» (1966). Работал лектором-музыковедом в Молдавской филармонии, в 1955—1959 годах был заместителем директора Молдавского государственного театра оперы и балета. Автор множества статей и брошюр, посвящённых творчеству современных молдавских композиторов.
Ведущий научный сотрудник Мемориального музея А. Н. Скрябина.
Скончался 25 ноября 2020 года.

## Семья
Сын — Владимир Маркович Мануйлов (род. 1961), математик, доктор физико-математических наук.

## Книги
- Евгений Кока. — Кишинёв: Госиздат Молдавии, 1955.
  - 2-е изд.,расшир. — Кишинёв: Картя молдовеняскэ, 1959.
- Молдавский государственный театр оперы и балета (с А. Киртока). — Кишинёв: Картя молдовеняскэ, 1960.
- Самодеятельное искусство Советской Молдавии. — Кишинёв: Картя молдовеняскэ, 1960.
- Музика ши ролул ей ын вяцэ социалэ. — Кишинёв: Картя молдовеняскэ, 1966.
- Эдуард Лазарев. — Кишинёв: Картя молдовеняскэ, 1972.